# Park Miejski na Wyspie Bolko
Park Miejski na Wyspie Bolko, známý také pod starším názvem Park Ludowy a česky lze přeložit jako Městský park na ostrově Bolko, je městský park na říčním ostrově (v současnosti již poloostrově) Bolko veletoku Odra v Polsku. Nachází se v části Nadodrze (Nadodří) města Opole (Opolí) v okrese Opole v Opolském vojvodství v jižním Polsku. Geograficky leží v údolí Pradolina Wrocławska.

## Historie a popis parku
Park Miejski na Wyspie Bolko, společně se Zoo Opole, pokrývají ostrov Bolko. Park, který je ve vlastnictví města Opole a byl založen roku 1910, se rozkládá mezi vodními toky Odra, Kanał Ulgi a Kanał Wińsky. V parku jsou také rybníky, kanály, trasy a ideově jej vytvořil na bažinatém a lesnatém terénu tehdejší městský zahradník Andreas Ulbrich. Do roku 1960 měl park přístup pouze po vodě a tehdejší populární starosta (předseda tehdejší městské národní rady) Karol "Papa" Musioł (1905-1983) se zasadil o výstavbu lávky pro pěší. Park se stal nejoblíbenější, nejpopulárnější a největší zelenou plochou města Opole. Jedinečný charakter parku je dán jeho částečně přírodním charakterem a blízkou zoo. Největším a nejstarším stromem parku ja památkově chráněný a pověstí opředený dub - Dąb Piastowski u restaurace Laba, který je pozůstatkem původního lesa. Zajímavým místem je také nejjižnější místo parku a ostrova, kde se rozděluje řeka Odra a Kanał Ulgi nebo pozůstatky Kanału Wińsky. V parku jsou také turistické, běžecké a cykloturistické trasy. Nachází se zde také Polana, což je místo setkávání opolské mládeže.

## Další informace
Místo je celoročně volně přístupné a v okrajových částech je park přístupný automobilistům. Vzhledem k divoké zvěři, která v oblasti žije, musí být psi na vodítku.

## Galerie

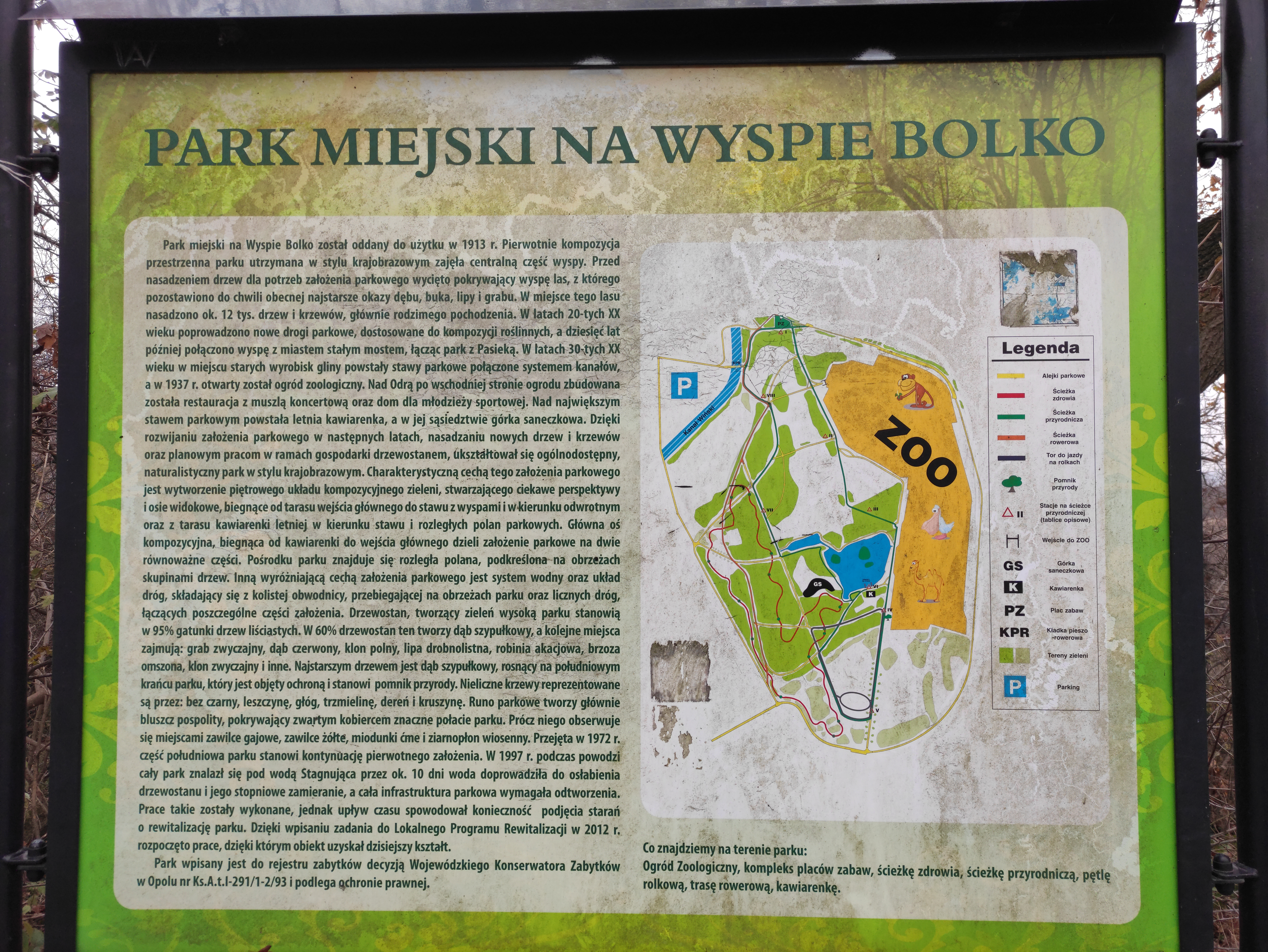
Mapa parku
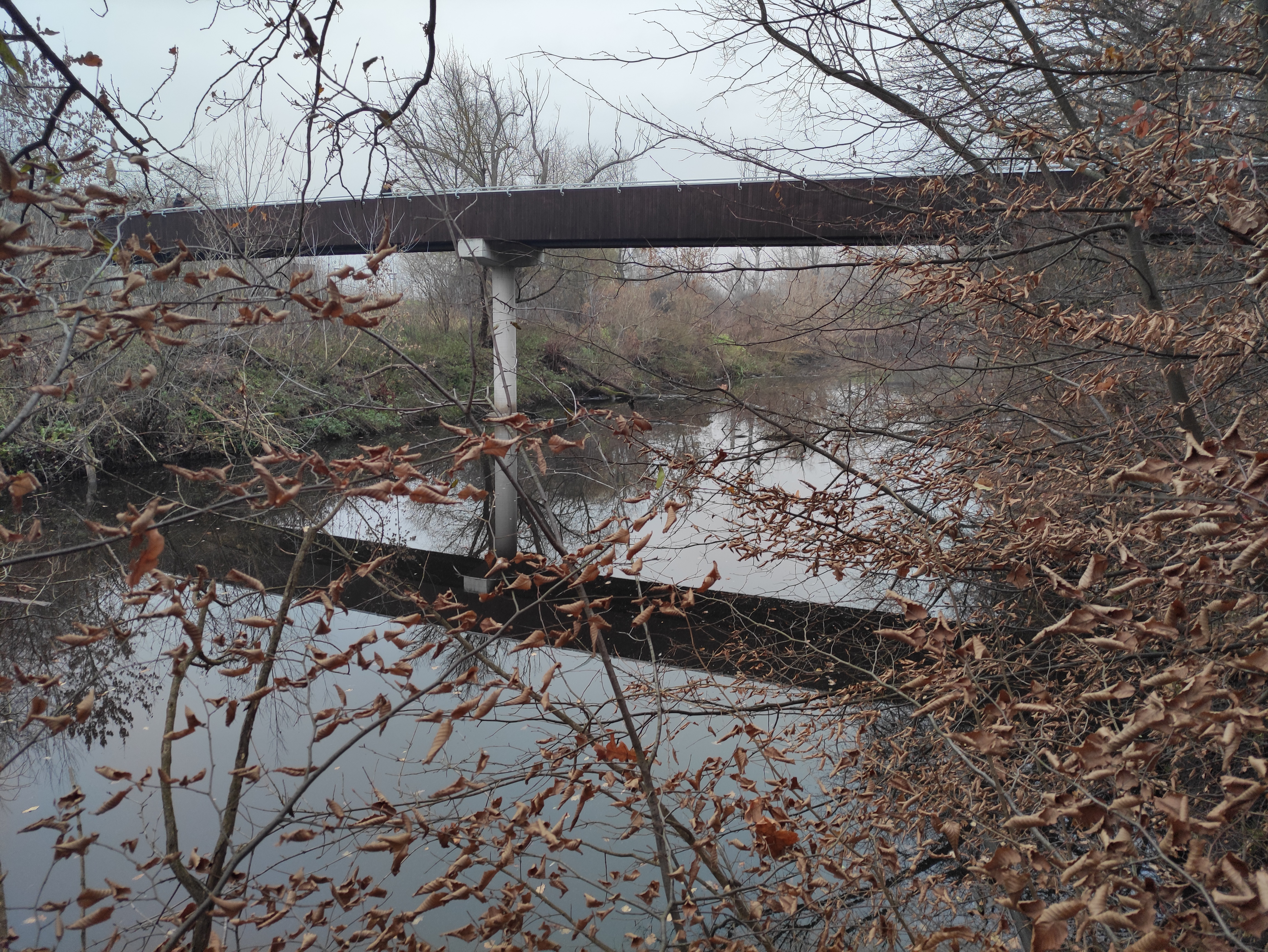
Slepé rameno Kanał Wiński
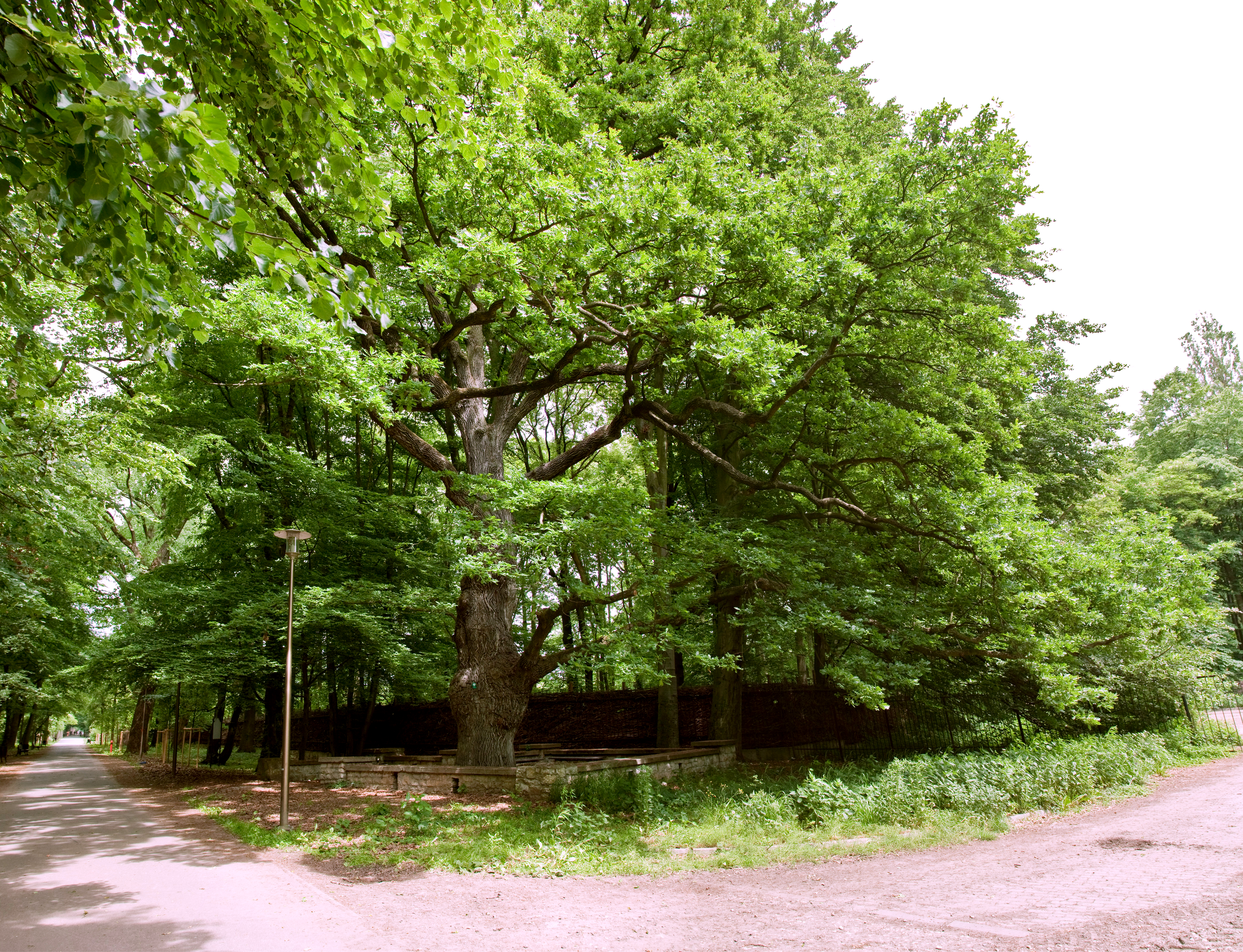
Památný dub